# Diszkusszió a matematikában
A diszkusszió a matematikában egy probléma megoldásának tüzetes, teljes körű vizsgálata abból a szempontból, hogy a megoldás során alkalmazott eljárás a probléma feltételei által megengedett lehetőségek közül valóban mindegyikre alkalmazható-e, nem lépnek-e fel elfajult esetek; ha pedig nem alkalmazható, akkor mely esetek számítanak a megoldás szempontjából kivételesnek; illetve hogy a megoldás egyértelmű-e.
Néha a szót ezzel nem teljesen egyező jelentésben, a függvényvizsgálat (függvényjellemzés) kifejezéssel rokon értelemben is használják.
A diszkusszió különösen fontos a geometriában, ahol a feladatok megoldása sok esetben ábrából indul ki. Az ábra azonban megtévesztő lehet, sokszor könnyű túlságosan speciális ábrát rajzolni, például egy tompaszögű és hegyesszögű háromszögekre is vonatkozó bizonyítandó tétel esetén csak hegyesszögű háromszögre ellenőrizni a tétel teljesülését. Az elemi algebrán belül azonban ugyanúgy megjelenik a diszkusszió szükségessége - ahogy a matematika más területein is. Például ha egy egyenlet megoldása során ismeretlennel való osztás vezet a megoldáshoz, akkor szükséges megvizsgálni, hogy az ismeretlen értéke lehet-e nulla (a 0 megoldása-e az eredeti egyenletnek), különben gyökvesztés léphet fel.
A diszkusszió latin eredetű szó, „vizsgálat”-ot jelent.

## Példák
- Szerkesztendő háromszög előre megadott a,b,c>0 oldalhosszakból. Egy kézenfekvő szerkesztési algoritmus a következő: felvesszük a leghosszabb oldalt (ha van, ha nincs, akkor valamelyik oldalt), legyen ez a c, majd körzőnyílásba vesszük a másik két oldalt, és ezekkel a már megrajzolt oldal csúcsai mint középpontok körül két kört rajzolunk. Ha a körök metszik egymást, akkor a metszéspontok szolgáltatják a háromszög harmadik csúcsát, melyet a már felvett csúcsokkal összekötünk, kész a háromszög. Diszkusszió: A két segédkör nem feltétlenül metszi egymást (vagyis az eljárás a probléma paramétereinek nem minden konkretizálása esetén működik), ezért szükséges a megoldási eljárást diszkutálni. 1). eset: Ha a segédkörök diszjunktak, akkor a feladat nem oldható meg, az adatokból nem szerkeszthető háromszög (ekkor a+b<c, nem teljesül a háromszög-egyenlőtlenség, a megoldás létének szükséges feltétele). 2). eset: Ha a körök egy pontban metszik egymást, azaz a+b=c, akkor a háromszög elfajult, amennyiben ez elfogadható megoldásnak, akkor egy megoldás van. 3). eset: Ha a körök két pontban metszik egymást, akkor mindkét metszéspont lehet a háromszög csúcsa. Két egybevágó megoldás is keletkezik a háromszögre.
- Megoldandó az x(x-1)=0 egyenlet. Osztva x-szel, ha az nem nulla, adódik x-1=0, azaz x=1. Diszkusszió: Ha az x=0, ezt behelyettesítve az eredeti egyenletbe, látható, hogy ez is megoldás. Azaz x2=0 is gyöke az egyenletnek.